# Diplectrona californica
Diplectrona californica är en nattsländeart som beskrevs av Banks 1914. Diplectrona californica ingår i släktet Diplectrona och familjen ryssjenattsländor. Inga underarter finns listade i Catalogue of Life.